# Grube Ludwigseck
Die Grube Ludwigseck war ein Erzbergwerk im Neunkirchener Ortsteil Salchendorf im Kreis Siegen-Wittgenstein in Nordrhein-Westfalen. Die Grube lag am Hang des Rassberger Höhenzuges im linken Wildebachtal auf ca. 345 m Höhe und war eines der fünf Salchendorfer Bergwerke mit Schachtbetrieb.

## Gangmittel
Die Grube baute auf einem Teilstück eines über 600 m langen Erzganges, auf dem noch die benachbarten Gruben Junger Löwe und Gleiskaute bauten. Zudem kam ein bis zu 120 m langer Parallelgang.
Das Gangmittel war in den oberen Teufen ca. 40–50 m lang und hatte eine Mächtigkeit von 0,3 m. Ausgefüllt wurde es hauptsächlich durch Bleierz, durchwachsen von Quarz, Spateisenstein und Zinkerzen, selten kamen auch Kupferkies oder Nickel-Antimonglanz vor.

## Geschichte
Die Grube wurde früher auch „Schwemmpol“ genannt und wurde am 24. Januar 1839 auf die Förderung von Eisenstein, Blei, Silber- und Kupfererz verliehen und angelegt. Ab 1853 wurde die Verleihung um Zinkblende erweitert. Die Förderung erfolgte über einen „Tiefen Stollen“ und ab den 1840er Jahren über einen Tiefbau mit Radkunst und Pferdegöpeln. In ihm wurden bis 1864 650 t Bleiglanz, 152,4 t Zinkblende, 17,8 t Kupfererz und 21,5 t Spateisenstein gefördert. Erst später wurde auf Schachtbetrieb umgestellt. Der Schacht hatte eine Größe von 2,4 × 3,4 m und eine Teufe von 260 m. Er wurde nach der Stilllegung der Grube nicht verfüllt.
Ab 1873 wurden die Erze der Grube über das „Bähnchen“, eine Schmalspurbahn der Grube Bautenberg in Wilden, nach Neunkirchen transportiert. In den Jahren 1907 oder 1908 kaufte die Grube den Kompressor der mittlerweile stillgelegten Grube Arbacher Einigkeit. Um 1910 brannte die im Tal in der Nähe des Wildebachs gelegene Aufbereitungsanlage der Grube komplett nieder, was die eh schon angeschlagene Grube in den Ruin trieb. Die Anlage wurde zwar wieder aufgebaut, jedoch stellte die Grube 1913 ihre Förderung ein und meldete Konkurs an. Gefördert wurden in diesem Jahr noch 1080 t Eisenerz, 970 t Zinkerze und 24 t Bleierz. Am 30. März 1922 wurde die Grube endgültig stillgelegt. Zum Schluss arbeiteten in ihr 64 Belegschaftsmitglieder. Insgesamt wurden 2.698 t Eisenerz gefördert.
In den Jahren 1951/52 wurden die Halden der Grube Ludwigseck sowie die der benachbarten Gruben Gleiskaute und Junger Löwe teils abgetragen und in der Flotationsanlage der Altenseelbacher Grube Große Burg aufbereitet.
Das Büro- und Zechenhaus der Grube steht heute noch am „Bähnchen“ und wird als Wohnhaus genutzt. Man versah den Standort des Fördergerüsts gegenüber dem Gebäude (westlich) wie bei vielen Gruben mit einem Schachtstein zur Markierung. Im Anschluss an das hölzerne Fördergerüst stand das Fördermaschinenhaus, von dem aus der Förderkorb gesteuert wurde. Etwas weiter südöstlich davon befanden sich Kesselhaus und ein kleiner Schuppen. Die Aufbereitungsanlage im Tal wird heute als Industriehalle genutzt.

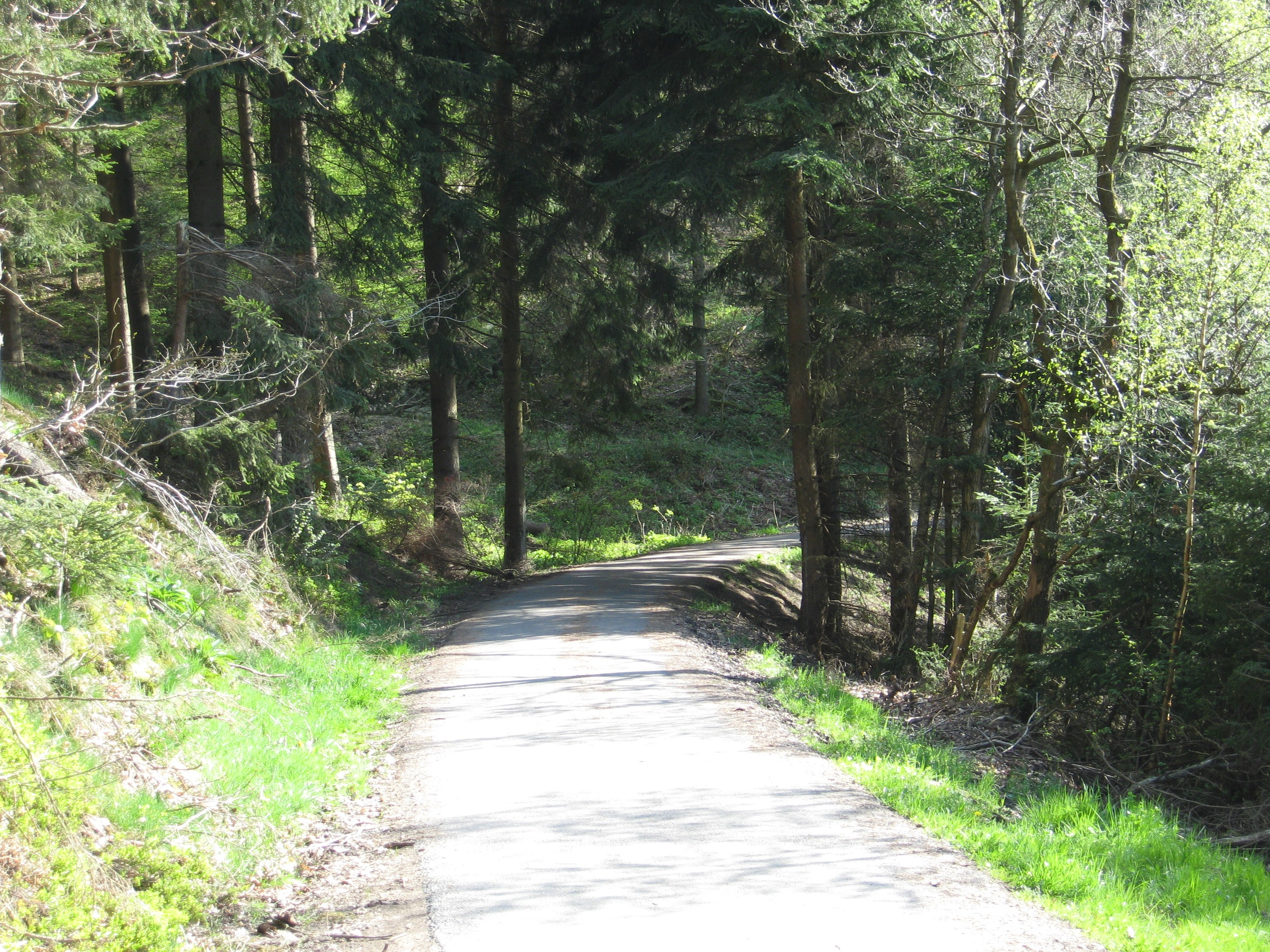
Das Bähnchen heute
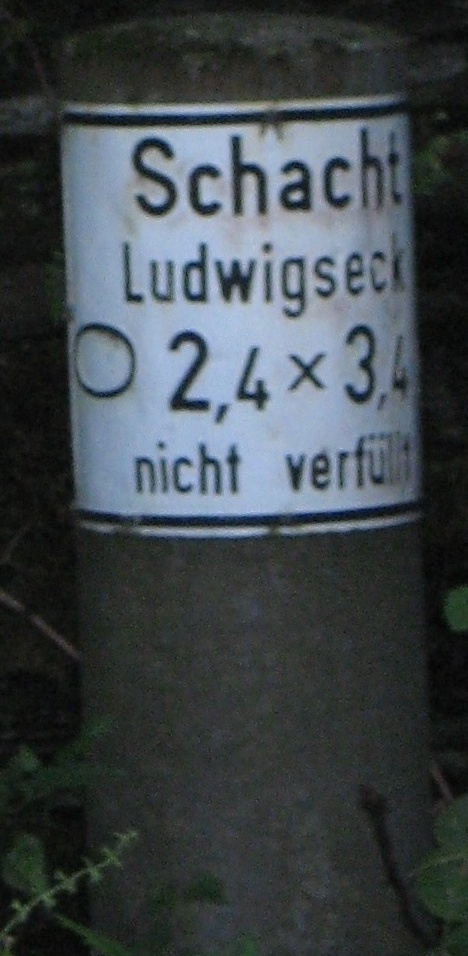
Schachtstein der Grube
Belegschaft der Grube 1907